# The Cult of Ray
The Cult of Ray es el tercer álbum en solitario del músico y compositor estadounidense Frank Black, lanzado al mercado en 1996. El título es en homenaje a Ray Bradbury. Los músicos del álbum se convertirían después en The Catholics, acompañando a Black los siguientes siete años. La última canción del álbum es un tributo a Shazeb Andleeb, apaleado hasta la muerte en Narbonne High School en Harbor City, California en 1995.

## Lista de canciones
1. "The Marsist" - 4:06
2. "Men in Black" - 3:03
3. "Punk Rock City" - 3:41
4. "You Ain't Me" - 2:43
5. "Jesus Was Right" - 2:59
6. "I Don't Want to Hurt You (Every Single Time)" - 3:06
7. "Mosh, Don't Pass the Guy" - 3:01
8. "Kicked in the Taco" - 2:27
9. "The Creature Crawling" - 2:53
10. "The Adventure and the Resolution *" - 3:02
11. "Dance War" - 2:08
12. "The Cult of Ray" - 3:46
13. "The Last Stand of Shazeb Andleeb" - 4:40

## Personal
- Frank Black: voz, guitarra
- Scott Boutier: batería
- David McCaffery: bajo
- Lyle Workman: guitarra
- Matt Yelton: coros en pistas 2, 4 y 11